# ميك جونز (منافس ألعاب قوى)
ميك جونز (بالإنجليزية: Michael Jones) هو منافس ألعاب قوى بريطاني، ولد في 23 يوليو 1963 في لندن في المملكة المتحدة.

## وصلات خارجية
- مايكل جونز على موقع الاتحاد الدولي لألعاب القوى (الإنجليزية)
- مايكل جونز على موقع أوليمبيديا (الإنجليزية)